# Benito Hernández Bustos
Benito Hernández Bustos (Mutiscua, mayo de 1896; - Tona, 27 de febrero de 1940) fue un abogado y político colombiano. 
Ejerció como ministro de industria y de guerra en el primer gobierno de Alfonso López Pumarejo. 

## Biografía
Benito Hernández Bustos estudió en el Colegio Provincial de San José, donde obtuvo el título de bachiller en 1913, pasando a la facultad de derecho de la Universidad Nacional, que le otorgó el título profesional en 1918. De regreso a Norte de Santander, fue elegido Diputado en 1919. En 1933 fue nombrado Secretario General del Departamento, cargo en cuyo ejercicio asumió la Gobernación de Norte de Santander, ante la renuncia de Luis Augusto Cuervo, convirtiéndose en el primer liberal en ejercer esa cargo.
En 1935 fue llamado por el presidente López como ministro de Industrias y Trabajo, para luego designarlo en el Ministerio de Guerra, cargo que cumplió hasta unos días antes de finalizar la administración, siendo destinado como embajador ante el Reino Unido, responsabilidad que desempeñó hasta 1939.
Hernández murió junto con once pasajeros más por el accidente que tuvo el bimotor boeing c-140 Jiménez de Quesada de la empresa SCADTA, cuando el capitán Alberto Fernández Aristizábal se aproximaba a aterrizar en Bucaramanga, estrellándose contra el cerro El Mortiño del municipio de Tona. El cadáver del exministro fue conducido a Cúcuta para llevar a cabo sus exequias.  